# NGC 7077
NGC 7077 là một dạng thiên hà lùn thấu kính cách Trái Đất 56 triệu năm ánh sáng trong chòm sao Bảo Bình. Thiên hà này được nhà thiên văn học Albert Marth phát hiện ngày 11 tháng 8 năm 1863, thiên hà nằm trong Khoảng trống Địa phương.